# Alfred Macalik
Alfred Macalik (* 10. September 1888 in Wien; † 20. September 1979 in Oradea) war ein österreichisch-rumänischer Landschaftsmaler, Grafiker, Bildhauer, Kontrabassist und Komponist.

## Leben

### Anfangsjahre
Nachdem Macalik die Mittelschule in Baia Mare beendet hatte, studierte er auf Anraten seines Kunstlehrers Szőke Gyula von 1910 bis 1911 an der Jan-Matejko-Akademie der Schönen Künste Krakau unter Teodor Axentowicz sowie ab dem Jahre 1914 bis 1918 an der Akademie in Budapest. Dort war er auch Schüler des Malers Béla Endre. 1913 erhielt Macalik ein Stipendiat von der Kunstkolonie in Szolnok, welche vom Maler Ludovic Hegheduș gegründet wurde. Nach Beendigung seiner Armeezeit 1919 fanden Macaliks erste Ausstellungen statt. Noch malte er verschiedenste Motive und mit dunklen Farben. In den zwanziger Jahren folgte die Aufnahme in die Künstlerkolonie in Baia Mare. Hier fing er Gefallen an der Landschaftsmalerei; seine Farbgestaltung wurde romantisierender sowie zunehmend heller als vorher.

### Zeit nach 1930
Alfred Macalik ließ sich in Oradea nieder und wuchs in den kommenden Jahren zur bedeutendsten Person im kulturellen Leben Oradeas des 20. Jahrhunderts heran. Er prägte die dortige Kultur entscheidend. 1930 eröffnete Macalik eine private Kunstschule. Allerdings hielt sie nur sieben Jahre. Danach gab er Unterricht an der Volksschule für Schöne Künste in Oradea.
Als die Asociația Artelor Frumoase in Oradea gegründet wurde, nahm auch Macalik an der Versammlung bildender Künstler teil und man teilte ihm einen hohen Posten, nämlich den des Künstlerischen Leiters, in der Vereinigung zu und nahm  an deren Ausstellungen teil. Zahlreiche literarische und künstlerische Größen ließen sich von ihm porträtieren. Als Professor schätze man ihn zudem in Debatten über Kunst und Ästhetik. Neben seinen Talenten in der Malerei besaß Macalik auch Begabungen als Poet, Musiker und Komponist in klassischer Musik. Er gehörte zu den Gründern der Staatsphilharmonie Oradea. Dort spielte er auch als Mitglied Kontrabass. 1938 lernte er den Maler Corneliu Baba kennen. Werke von ihm befinden sich u. a. im Muzeul Țării Crișurilor. Das Museum widmete ihm 1966 eine umfangreiche Retrospektive. 2006 widmete seine Todesstadt ihm eine Straße im Zentrum. Die ehemalige Strada Pârâului wurde in die jetzige Strada Alfred Macalik umbenannt.
Macaliks Werke wurden in über 200 Ausstellungen weltweit gezeigt.
Sein Schaffen umfasst über 1700 Arbeiten.

## Malstil
Alfred Macaliks Duktus lässt sich zwischen dem Postimpressionismus und dem Expressionismus einordnen. Kontraste bei der Farbwahl, romantisierende Darstellung sowie eine lebendige und unkonturierte Pinselführung verleihen dem Werk eine ungeheure Dynamik.

## Kompositionen
- Două piese în stil preclasic – Two parts style preclassical.[5]

## Museen (Auswahl)
- Muzeul Țării Crișurilor, Oradea